# Col d'Uglas
Le col d'Uglas est un col routier du Massif central, situé dans le département du Gard à l'ouest d'Alès. Son altitude est de 539 mètres.

## Géographie
Ce col du massif des Cévennes se trouve sur la commune de Mialet dans un environnement forestier sur la route départementale 160 entre les hameaux des Aïgladines et de Brugairolles.

## Activités

### Randonnée
Le col est traversé par le chemin de Stevenson (GR70). Une table d'orientation est présente.

Les Cévennes vues depuis la table d'orientation du col d'Uglas.

### Cyclisme
Le col a été emprunté par le Tour de France 1960 lors de la 14e étape de Millau à Avignon en 2e catégorie. Le Français Pierre Beuffeuil le passe en premier.